# Frère Anthony

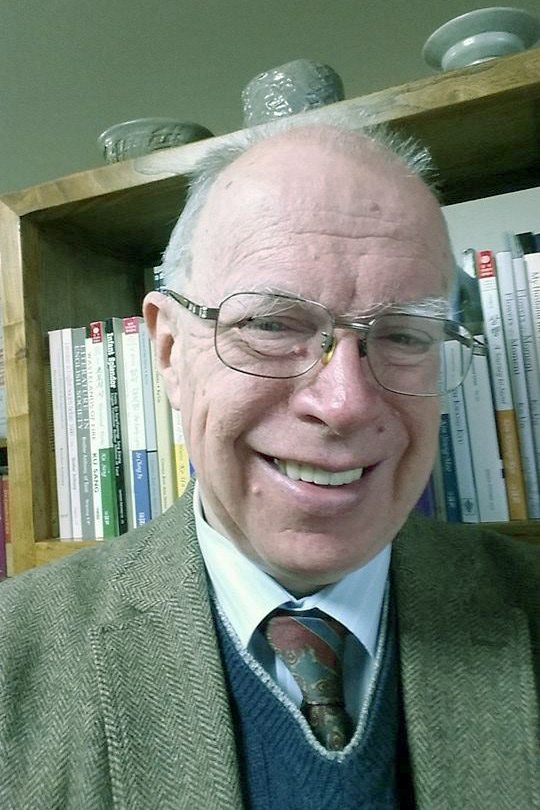
An Seon Jae (2013)

Frère Anthony von Taizé (franz. Frère „Bruder“), auch An Seon Jae oder An Sonjae, (* 1942 in Truro, Vereinigtes Königreich als Anthony Graham Teague) ist ein britisch-koreanischer Anglist und emeritierter Professor für englische Sprache und Literatur. Er lebt in Seoul (Südkorea). Seit dem Jahr 1969 (Profess: 1974) ist er Bruder der Communauté de Taizé.

## Leben
Von 1960 bis 1969 studierte An Seon Jae Mittlere und Neuere Sprachen an der Universität von Oxford. 1969 trat er in die ökumenische Gemeinschaft der Brüder von Taizé (Frankreich) ein, wo er Ostern 1974 seine Profess ablegte (Ordensname: Bruder Anthony). Von 1977 bis 1980 lebte er auf den Philippinen, bevor er 1980, eingeladen von Kardinal Kim, nach Korea ging, wo er zusammen mit anderen Brüdern von Taizé in Seoul in einer kleinen Kommunität lebte.
Seit 1980 unterrichtete er an der Sogang-Universität in Seoul und wurde 1985 ordentlicher Professor für Englische Sprache und Literatur. Von 1992 bis 1994 war er Vorsitzender der Fakultät. Von 1998 bis 2000 war er Präsident der English Studies Association of Korea (Mittelalter und Frühe Neuzeit). Im Jahr 2000 war er verantwortlich für die British & American Cultures-Dur und von 2001 bis 2003 Vorsitzender des English Department.
Im Jahr 1994 wurde Bruder Anthony von Taizé koreanischer Staatsbürger mit dem koreanischen Namen An Seon Jae/An Sonjae.
An Seon Jae schrieb zahlreiche Bücher und Artikel über die englische Literatur und übersetzte Werke der modernen koreanischen Literatur, beginnend 1988 mit Gedichten von Ku Sang. Bis Ende des Jahres 2014 hat er über 30 Bände veröffentlicht, meist mit koreanischer Poesie.
Am 1. März 2007 wurde er emeritiert. Im Jahr 2010 wurde er zum vorsitzenden Professor an der Dankook University mit speziellen Aufgaben im International Creative Writing Center ernannt. Seit 2011 ist er Präsident der Royal Asiatic Society Korea Branch.

## Auszeichnungen
- 2008: Ok-Gwan (Jadekrone) Verdienstorden für Kultur (Munhwa Hunjang) der koreanischen Regierung
- Korea Times Translation Award der Republik Korea
- Literary Award (Translation)
- Daesan Award für Übersetzungen
- Korea PEN Translation Prize.

## Werke
- Classical and Biblical Backgrounds to Western Literature. Sogang University Press, Seoul 1989.
- Literature in English Society before 1660: Volume One, The Middle Ages. Sogang University Press, Seoul 1997.
- Literature in English Society: Part Two, The Renaissance 1485-1660. Sogang University Press, Seoul 1998.
- mit Lee Dong-Chun: Textual Criticism of Chaucer's Canterbury Tales. Seoul National University Press, Seoul 2002.
- mit Hong Kyeong-Hee: The Korean Way of Tea. Seoul Selection, Seoul 2007.
- mit Hong Kyeong-Hee and Steven D. Owyoung: Korean Tea Classics. Seoul Selection, Seoul 2010.